# Charlotta Raa-Winterhjelm
Hedvig Charlotta Raa-Winterhjelm, född Forsman 20 november 1838 i Klara församling i Stockholm, död 7 maj 1907 i Adolf Fredriks församling i Stockholm, var en svensk skådespelare som var aktiv i både Sverige och Norge men framförallt i Finland, där hon fick en stor betydelse för utvecklingen av teaterkonsten; hon var den första skådespelare som uttalat sina repliker på det finska språket och är en av de viktigaste skådespelarna i Finlands historia.

## Biografi
Charlotta Raa-Winterhjelm föddes under namnet Charlotte Forsman, genomgick Dramatens elevskola i Stockholm 1854–1855, gjorde succé i Finland då hon som medlem av Oscar Anderssons trupp spelade i Helsingfors 1858–1859 och spelade sedan på Mindre teatern 1860–1863 (tills den köptes av Dramaten), innan hon turnerade med flera kringresande teatersällskap i både Finland och Sverige.
Konkurrensen med Elise Hwasser gjorde det svårt att hävda sig på den svenska scenen då Mindre teatern köptes av Dramaten, och hon flyttade därför till Finland, där hon var den ledande aktrisen inom romantiska tragedier vid den nybildade (1861) första fasta truppen vid Nya Teatern i Helsingfors 1866–1872. Dessförinnan var hon 1863–1866 verksam i Göteborgs nya teater. Bland hennes roller fanns Valborg i De nygifta mot Frithiof Raa, Ofelia i Hamlet mot Charlotte Pousette och Raa, titelrollen i Orleanska jungfrun mot Wilhelm Åhman och Raa säsongen 1866–1867, dottern i Kung Lear mot Åhman och Sofia Wiberg och Katri i Regina von Emeritz 1867–1868, som räknades som hennes bästa. Hon gjorde även studieresor till Paris, Dresden och Sankt Petersburg.
I Helsingfors undervisade hon vid den nybildade finska teaterskolan från 1868, och arbetade där ivrigt för att införa det finska språket på teaterscenen i Finland, där man talade svenska, men mötte så hårt motstånd att skolan stängdes 1869; hon svarade genom att samma år uttala sina repliker i sin huvudroll i Aleksis Kivis Lea på finska, och blev därmed den första skådespelare som talat finska på en finsk scen. Hon fortsatte sedan med att bli den första finskspråkiga Ofelia och Lady Macbeth i Shakespeares Hamlet. Hon grundade både en svenskspråkig och en finskspråkig fast scen i Finland, 1866 och 1872.
Efter att Finlands svenskspråkiga teater förbjudit henne att ta engagemang på finska, och hennes förste man, Frithiof Raa, hade dött, flyttade hon med ett kringresande teatersällskap 1872 till Norge, där hon spelade i Kristiania; hon antog nu namnet Hedvig. Då hon gifte sig med norrmannen Kristian Winterhjelm 1874 förbjöd hennes man henne att spela annat än rent tillfälligt, men hon fortsatte då sin karriär genom ständiga gästspel, i både Sverige, Norge och Danmark, ofta som Ibsen-tolkare; hon turnerade i Norge 1876–1878 och uppträdde 1883 i Helsingborg, Köpenhamn, Stockholm och Kristiania som fru Alving i Ibsens Gengångare. Makarna Winterhjelm bosatte sig i Stockholm 1883.
Charlotta Raa-Winterhjelm översatte många pjäser, och undervisade skådespelare och lärare fram till 1906, både privat och vid Högre lärarinneseminariet i Stockholm.

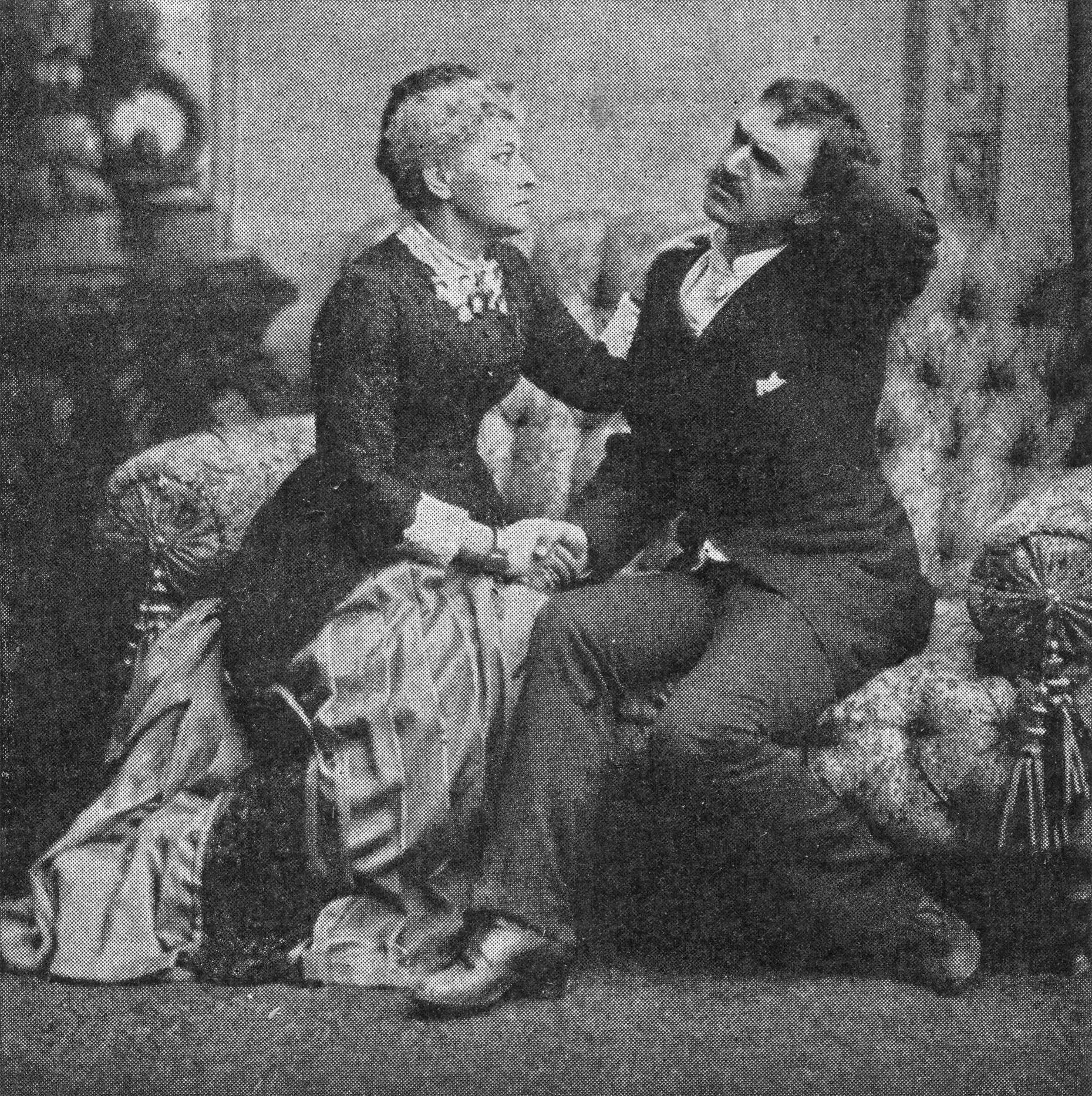
Hedvig Raa-Winterhjelm och August Lindberg i Gengångare 1883.
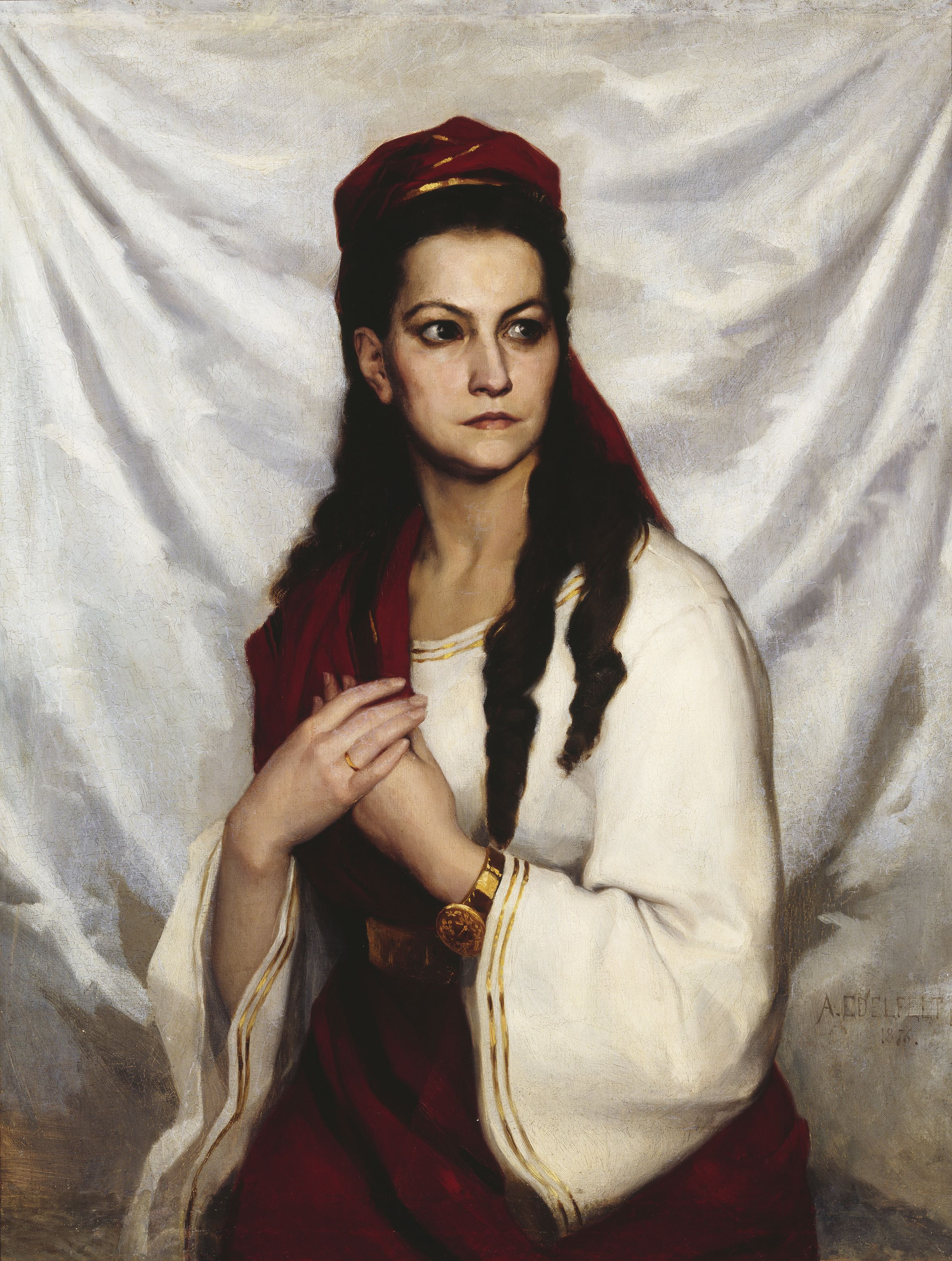
Målning av Albert Edelfelt